# Daniele Greco
Pour les articles homonymes, voir Greco.
Daniele Greco (né le 1er mars 1989 à Nardò) est un athlète italien, spécialiste du triple saut. Son club est le Meltin Pot Atletica Salento. Il mesure 1,84 m pour 75 kg.

## Biographie
Les performances de Daniele Greco en sprint sont de 6 s 75 (60 m en salle), 10 s 38 (100 m) et 21 s 28 (200 m). En saut en longueur, il a réussi 7,20 en salle.
Au triple saut, il avait un record de 16,83 m en salle et de 16,64 m (+ 0,4 m/s), obtenus en remportant la médaille de bronze aux Jeux méditerranéens 2009. Troisième meilleure marque des engagés aux Championnats d'Europe espoirs d'athlétisme 2009 de Kaunas, il remporte la médaille d'or avec un triple saut de 17,20 m, record personnel. 
Le 9 juin 2012, il atteint 17,47 m (+ 1,7 m/s) à Potenza, deuxième meilleure mesure italienne. Il manque presque complètement les qualifications lors des Championnats d'Europe d'athlétisme 2012 avec 15,90 m mais emporte peu après le titre national à Bressanone le 8 juillet 2012 en battant Fabrizio Donato le champion d'Europe, avec un saut avec vent favorable (+ 3,4 m/s) de 17,67 m. Il termine au pied du podium des Jeux olympiques de Londres, derrière Christian Taylor, Will Claye et Fabrizio Donato, avec la marque de 17,34 m. 
En mars 2013, Daniele Greco remporte son premier succès international majeur en catégorie senior à l'occasion des championnats d'Europe en salle de Göteborg. Auteur de 17,70 m à son quatrième essai, il améliore de 42 cm son record personnel indoor établi lors des championnats du monde en salle 2008, et réalise par ailleurs la meilleure performance mondiale de l'année. Il devance sur le podium les Russes Rouslan Samitov (17,30 m) et Aleksey Fedorov (17,12 m). Le 26 juin 2013, il remporte la médaille d'or lors des Jeux méditerranéens de Mersin en 17,13 m.
Lors des championnats du monde à Moscou, il se blesse avant les sauts de qualification matinaux et se retire de la compétition. La même mésaventure lui arrive peu avant les qualifications des Championnats d'Europe 2014 à Zurich : il est opéré d'une rupture du tendon d'Achille le lendemain.

## Palmarès
| Date | Compétition                    | Lieu      | Résultat | Marque  |
| ---- | ------------------------------ | --------- | -------- | ------- |
| 2008 | Championnats du monde juniors  | Bydgoszcz | 4e       | 16,33 m |
| 2009 | Championnats d'Europe espoirs  | Kaunas    | 1er      | 17,20 m |
| 2009 | Jeux méditerranéens            | Pescara   | 3e       | 16,64 m |
| 2011 | Championnats d'Europe en salle | Paris     | 8e       | 16,24 m |
| 2012 | Championnats du monde en salle | Istanbul  | 5e       | 17,28 m |
| 2012 | Jeux olympiques                | Londres   | 4e       | 17,34 m |
| 2013 | Championnats d'Europe en salle | Göteborg  | 1er      | 17,70 m |
| 2013 | Jeux méditerranéens            | Mersin    | 1re      | 17,13 m |

## Records
| Épreuve     | Épreuve      | Marque  | Lieu     | Date        |
| ----------- | ------------ | ------- | -------- | ----------- |
| Triple saut | En plein air | 17,47 m | Potenza  | 9 juin 2012 |
| Triple saut | En salle     | 17,70 m | Göteborg | 2 mars 2013 |